# Els Tamarells
|  | Aquest article tracta sobre una platja de Menorca. Vegeu-ne altres significats a «Es Tamarells (ses Salines)». |

Els Tamarells és, juntament amb s'Arenal d'en Moro, una de les platges de l'Illa d'en Colom a Menorca. Està situada a la costa oest de l'illot, protegida del vent de tramuntana. L'arena és relativament fina per ser una platja de la costa nord-est de Menorca. Just a sobre de l'arena hi trobem els tamarells (Tamarix africana), unes plantes d'origen africà que donen nom a la platja. Aquesta platja forma part del Parc Natural de s'Albufera des Grau. L'accés és exclusivament marítim.